# Соловьёвская переправа
Соловьёвская переправа или Соловьёва переправа — одна из пяти переправ на реке Днепр, через которые поддерживали коммуникации с тылом, а затем выходили из окружения 16-я и 20-я армии во время Смоленского сражения 1941 году. 
Переправа находится в деревне Соловьёво Кардымовского района Смоленской области недалеко от Старой Смоленской дороги.

## История
Соловьёва переправа известна с XV века как Соловьёв перевоз, через который переправлялись войска литовцев, в XVII веке через этот перевоз переправлялись поляки.
Находится у деревни Соловьёво, названной в XVIII веке в честь Ивана Соловьёва — инженера, создавшего Смоленскую дорогу, вымостив старую сезонную дорогу щебнем.
Во время Отечественной войны 1812 года после Смоленского сражения здесь переправлялась отходящая российская армия.

## События июля — августа 1941 года
С середины июля 1941 года переправа была единственным местом, через которое велось материально-техническое обеспечение войск Западного фронта в районе Смоленска — из-за высадки 17 июля немецкого десанта в городе Ярцево. Здесь шли бои за владение переправой. Авиация нацистской Германии беспрерывно господствовала в воздухе. Постоянно наносились бомбовые удары по переправе.
Оборону переправы осуществлял специальный сводный отряд полковника Лизюкова А. И. с 15 танками, созданный из остатков 5-го механизированного корпуса. Целью отряда также было обеспечение подвоза всего необходимого сражающимся под Смоленском и, при необходимости, обеспечение путей их отхода, переправа раненых и больных.
Сама переправа представляла собой наведённые сапёрами понтонные мосты, имелся недостроенный мост на Старой Смоленской дороге. У Днепра было скопление техники, людей — все стремились быстрее переправиться через реку.
Единственным местом, где нет немцев, была понтонная переправа через Днепр в районе деревни Соловьево. Вот на эту переправу устремились все. Это уже не было организованным отходом, это было бегство. Вперед, то есть назад, рвались, обгоняя друг друга, машины, повозки, верховые, пешие. Среди машин и повозок много санитарных, с ранеными. Подгоняемые страхом, уже никто не уступал им дорогу, все рвались к переправе. Когда мы подъехали на своей повозке к переправе, то увидели море людей и всевозможного транспорта. Самой переправы не было видно, к ней не подступиться. Образовалась пробка, пропустить которую «ниточка» понтонного моста была не в состоянии. Немецкие самолеты безнаказанно бомбили и обстреливали скопище возле переправы. Это был кошмар. Вой сирен, взрывы бомб, крики раненых и людей, обезумевших от страха. Люди бегут, раненые ползут, таща за собой окровавленные лоскуты одежды, длинные полосы бинтов с соскочивших повязок. Я не полез в гущу толпы к переправе и к моменту налета авиации был на краю скопления. С налетом авиации я упал в небольшое углубление, напоминающее отлогий окоп, и там увидел знакомого врача, Фишера, он был старшим нашей группы на сборах в Иркутске. Встреча не принесла нам радости, каждый из нас высматривал, куда бы отползти подальше от этой жуткой картины, безнаказанного избиения людей.(Из воспоминаний Б.Феоктистова)
Бомбили там без конца — столько людей погибло. Как начинается бомбежка, это что-то страшное, земля под нами, как живая. И думается, закрыла бы глаза и убежала. Стоны раненых, крики обезумевших беженцев… Немцы специально включали какие-то сирены — такой гул, прямо симфония смерти, иначе не назовешь.
(Из воспоминаний Е.Силипецкой)

Ежедневно шли наземные бои за переправу, и немцам ценой больших потерь 27 июля удалось её захватить. Однако вскоре солдаты группы генерала Рокоссовского отбили переправу обратно.

Был момент, когда немцы перехватили горловину мешка в районе переправ через Днепр. Но это продолжалось всего несколько часов. Подразделения Лизюкова отбросили и уничтожили весь вражеский отряд.— 
В начале августа 1941 года 16-я и 20-я армии получили приказ прекратить оборону Смоленска и отойти на восточный берег Днепра. Понтоны, по которым проходили люди и техника, постоянно обстреливались артиллерией и авиацией, и к середине дня все мосты были уничтожены. Их восстановили только на следующий день под покровом тумана, 4 августа. Перебравшись на восточный берег, армии Лукина М. Ф. и Курочкина П. А. заняли оборону и удерживали позиции до октября.
Значение этой переправы подчёркивает начальник штаба 4-й армии генерал Гюнтер Блюментритт в своих воспоминаниях «Роковые решения» (Москва, 1958):

…Самым значительным из них было сражение в районе Смоленска, где была окружена большая группировка русских. Две полевые армии… удерживали три стороны котла, в то время как наши танки блокировали выход из него близ Ярцева. И снова эта операция не увенчалась успехом. Ночью русские войска вырвались из кольца окружения и ушли на восток….
В боях войскам помогала экспериментальная артиллерийская батарея из семи «Катюш» под командованием капитана И. А. Флёрова.
По разным данным на Соловьёвской переправе погибло от 50 000 до 100 000 советских солдат и командиров.

## Память
В июле 2010 года переправа стала местом проведения международного туристского фестиваля «Соловьёва переправа». Он включал фестиваль патриотической песни «У Соловьёвой переправы». После выступлений конкурсантов прошла акция «Свеча» в память о воинах, погибших за Отечество во все времена. В память о павших на воду Днепра спустили десятки свечей. Местные власти рассчитывают сделать этот фестиваль традиционным.